# 殭屍哪有那麼萌？
《殭屍哪有那麼萌？》，是服部充的漫畫作品，在講談社《別冊少年Magazine》2010年1月號至2014年10月號連載。《別冊少年Magazine》官方部落格在2011年9月6日宣布TV動畫化，2011年9月9日發售的《別冊少年Magazine》2011年10月號封面也宣布TV動畫化，2012年4月5日至同年6月28日首播，是《別冊少年Magazine》連載漫畫中首部動畫化的漫畫。

## 故事大綱
本作是一個以殭屍為主的戀愛故事，嚴格來說從頭到尾並非喜劇，主要場景為K縣足倉郡紫陽町。男主角降谷千紘在一次機緣巧合的情況下，意外令本來已死的女主角散華禮彌因復活藥而成為殭屍。

## 人物介紹

### 主要人物
降谷千紘（聲：木村良平、新谷良子（幼年））
本作的男主角，縣立紫陽高中一年級學生，是個非常喜愛喪屍的人以至於有戀尸癖，但很怕鬼，紫陽町二丁目日本佛教寺廟「紫兩寺」是他的家。因為愛貓巴布在一次車禍中喪生，為了讓巴布復活，努力實驗製作復活藥。有後來成功以繡球花毒煉成，令復活術重現，成功讓巴布復活；卻令禮彌在飲用不久因意外死亡而變成喪屍，自此為了讓她能延續生命和實現夢想而不斷努力。貓耳狀的髮型是其特徵，個性上設定也和貓很類似。
後來心臟被進入混亂期的禮彌吃掉，但由於體內屍毒的影響並未立即死亡，之後被大家救出並裝上人工心臟。
後來到國外接受心臟移植手術，在茹五郎的忌日與禮彌重逢，並在結尾中說「今後無論到哪裏，都要跟禮彌一起，直至最後一刻」。
曾被暗示不是茹五郎的亲孙子，但实际上的确是茹五郎的亲孙子。
散華禮彌（聲：內田真禮）
本作的女主角，散華家的獨生女，散華女子學園一年級學生，是個千金小姐。儘管在讀書、家政上均十分出色，並在學校受到熱烈的歡迎，但實際上因為家庭的因素而無法正常過普通的高中生活，長期的壓力下常常跑到千紘實驗復活藥的廢棄建築物中庭井邊大喊來發洩，因此意外遇上千紘。對千紘的實驗很有興趣，與千紘一起以繡球花毒煉成復活藥。為了過正常女生的日子並避開父親，與千紘住在一起。夢想是以一個普通的女高中生的身分談一場戀愛。
在千紘煉成復活藥後，她趁千紘轉身時偷裝一些回家並喝下，然後再被父親打下山谷，死時肚破腸流；死後變成殭屍，她卻感到很開心，因為不再受到父親的約束與牽制，終於嘗到自由的滋味。由於失去神經感覺，所以感覺不到痛楚，也無法控制肌肉力道，常不注意就用力過度。
死後雖然變成殭屍，卻還是會臉紅，例如：在千紘家浴室被茹五郎看到自己全裸時、在千紘家花園補充繡球花毒後恢復理智，並發現自己在缺乏繡球花毒期間僅身裹浴巾爬出千紘房間時、在散華家被千紘看到自己被散華家女僕強迫扮成兔女郎時、被旁人說中自己愛慕千紘時。
之后接受達琳的意见，和千紘到ZOMA寻找复原的方法，结果被達琳的父亲切掉了部分脑组织而失去了和千紘关系的记忆，直到从ZOMA逃出回国，并逐渐进入混沌期。
後來似乎因為吃了千紘的心臟而度過混亂期，并恢复了和千紘关系的记忆，且肉體不知為何停止腐爛；因攻擊千紘而選擇隱居於深山中，不過常下山找大家聊天。
後來在茹五郎的忌日與千紘重逢，並開玩笑地跟千紘說「多謝款待」（因為她吃掉了千紘的心臟）。結尾中千紘向她承諾「今後無論到哪裏，都要跟禮彌一起，直至最後一刻」。
左王子蘭子（聲：矢作纱友里）
千紘的表姐兼青梅竹馬，散華女子學園二年級學生，網球社社員。外號「丸子」（只有千紘、萌路、禮彌這樣叫，禮彌在「丸子」後加上「（日語敬稱之一）」）。家裡開懷石料理店，卻不擅長料理。喜歡千紘，但因千紘對戀愛十分遲鈍而未有作為。對於禮彌住在千紘家一事感到疑惑，但也能以朋友的身份和禮彌相處。承認禮彌是一個難纏的情敵，曾為了與禮彌競爭，吃下從達林處偷來的復活藥（其實是安眠藥）。
在動畫第12話煙火大會前，由本人口中說出知道禮彌的事實。
來宮·達琳·亞雪特（聲：楠見藍子（OVA第13話））
通稱「達琳」，單行本第9話最末第3頁、動畫第13話出場，自稱茹五郎的助手，稱達林為「伯伊爾教授」。曾和茹五郎在某南方小島上的研究所裡一起研究僵尸，對茹五郎有著S傾向。欲捉茹五郎回去完成殭屍的研究。外表好像很成熟，其實比禮彌年少一歲。她自6歲起開始研究僵屍，為了能和茹五郎再次共事而來到日本，對禮彌有著極大的興趣而暫住在降谷家，現認為禮彌是新品種的殭屍。

### 降谷家、左王子家
降谷萌路（聲：井口裕香）
千紘的妹妹，12歲，是一個無口、喜歡用成人語調說話的普通初中生，知道禮彌是殭屍的事實。愛讀般若心經，平日穿著白装束（日本傳統死者裝束——白單衣及天冠（三角頭巾））。對於家務格外精通，對於一些別人不會在意的事物（例如雨天爬行的蝸牛）特別留心觀察。對於媽媽的事並不清楚（只有模糊片斷的記憶），記得媽媽曾在發燒的時候以手撫摸過自己的額頭。在Q版狀態時，口部偶爾會變為「×」形。
自單行本第3集起，主持單行本附錄漫畫〈萌路的禪問答〉，代替服部充答覆讀者提問，最後「應讀者要求」cosplay作結。〈萌路的禪問答〉在Gmail開設專用電子信箱供讀者提問，電子郵件標題使用〈禪問答〉、〈有事要問萌路〉等等均可。
降谷茹五郎（聲：齋藤志郎）
千紘的爺爺，曾進行過有關殭屍的研究，對於殭屍異常精通，達林稱呼他為伯伊爾教授（「茹」在日文中為「煮沸」之意，英文名字「Boil」正是此意）；但因為曾於殭屍研究時吸收過大量的殭屍毒，導致寿命变长但視力下降，海馬體和大腦前連合受損，所以只有在清醒的時候可以解答殭屍相關問題，平日則是一個老人痴呆的老頭子。曾將禮彌誤認為已故妻子阿貞。
在動畫中，吃飯時常因誤認湯中食材而大驚小怪，如將高麗菜誤認成白菜、將蜆誤認成田螺等等。
以前在ZOMA担当复活药的研制，曾经使用过意外身亡的柚菜进行僵尸实验。
实际上是明治初期的人，起初在奥羽一个小村自学制药来救治村民，并娶了第一任妻子，后来村内大病灾时独自上京寻方，而第一任妻子因此病死；回来后发现妻子病死，发奋制出了最早的复活药，复活了第一任妻子，但因她已经处于混乱期而被她咬晕；之后被曾经照顾过的元藩医救出，在该元藩医继续学习医术時與元藩医的女儿发生了关系，成为其第二任妻子，暗中也继续复活药的试制，后来第二任妻子死后也进行了复活并发现了复活僵尸時的问题，最后在第二任妻子的要求下将其冷冻，自己的僵尸复活也被人发现而从事了僵尸研究；而复活自己的女儿柚菜，是为了让女儿完成和其子女的承诺。
后来为了拯救千纮而重新回到ZOMA研究所，在帮助千纮和礼弥时身受重伤去世，临死前曾经和来ZOMA的团一郎见过面。
阿貞
茹五郎的第一任妻子，長得很像禮彌，死於流行病。
阿時
茹五郎的第二任妻子，曾经得知茹五郎研制复活药而一起协助并许诺对方死后可以拿尸体来实验，结果自己吃了毒蘑菇而先死去，死後被茹五郎复活为殭屍；之后因为发现复活僵尸依然会败坏和出现混沌期，而自己要求被冷凍。期间茹五郎在柚菜出车祸后曾找过其述说。最后千纮根据爷爷的遗言找到她解冻并从中得知爷爷的身世。最后由于解冻败坏，几乎和茹五郎同时去世。
阿清
茹五郎的第三任妻子，千紘的奶奶，已死。
降谷呶恩（聲：荻野晴朗）
千紘的父親，紫兩寺住持，性格隨和。
降谷柚菜（聲：日野由利加）
千紘、萌路的母親，茹五郎的女兒，因車禍去世。千纮和萌路對其記憶十分模糊，呶恩則總是避免提起她。在萌路記憶中，母親曾用冰涼的、纏著紗布的手撫摸其額頭，又說自己已無法感知冷熱，暗示柚菜曾以殭屍身分存在。
实际就是在车祸后生命垂危，为了完成和儿女的承诺而拜托茹五郎讓她以殭屍身分復活，之后曾陪伴千纮和萌路一段时间，最终因快进入混沌期而和茹五郎提前离开；千纮和萌路曾经找到处于混沌期的她而受到惊吓，因此忘记了相关的记忆。
左王子安基
蘭子的父親，呶恩的哥哥，個性無口。懷石料理店主廚，入贅左王子家。
左王子薰（聲：齊藤惠理）
蘭子的母親，千紘的伯母，與安基結婚。懷石料理店老闆娘，很喜歡千紘，非常希望並努力撮合千紘跟蘭子結婚。
叭噗（聲：福圓美里）
千紘所養的貓，因為天生類似感冒的鼻音讓牠的叫聲聽起來像「叭噗」而得名，因跑出家門被車輾死。千紘以牠來試驗復活藥，使牠成功變為殭屍貓。由於變成了殭屍貓，所以本能地會襲擊同類，最終被達林的貓頭鷹18攻擊而受重傷。本來千紘想把巴布火葬，不過禮彌以「它是和我喝同一杯復活藥，即便如此，我在死之前也要和巴布在一起」為由阻止了千紘。曾受禮彌的照顧。
2012年8月11日，服部充在第13屆漫畫博覽會被讀者提問，叭噗會在〈萌路的禪問答〉中出現，但在叭噗死後會改以什麼方式來表達這個單元；服部充回答，〈萌路的禪問答〉是以萌路為主，所以與叭噗之死無關。

### 散華家
散華團一郎（聲：石塚運昇、加瀨康之（年轻时））
禮彌的父親，是散華家的主人。管教禮彌非常嚴格，不但設下門限禁止禮彌出外以限制其活動，更在每年禮彌生日拍攝其裸體照片以獲得其成長的資料。有重度潔癖，雙手必戴白手套（動畫版為咖啡色的皮手套），只有觸摸禮彌時除外。對於禮彌和千紘在一起感到不滿，更親自出外以暴力強迫禮彌回家，但不慎令禮彌因意外而死。之后仍不断强迫礼弥回去，直到抓住千紘并与其决斗后，明白千紘不会放弃礼弥，确定放弃强迫礼弥，与千紘和解，并出国寻找治愈礼弥的病的方法。经四处搜寻后，最终来到了ZOMA，与当时身受重伤的茹五郎会面並见证其去世，之后回国阻止已经进入混乱期的礼弥。
散華亞里亞（聲：淺野麻由美）
禮彌的繼母，散華女子學園理事長。由于得不到團一郎的关注，與團一郎的關係相當冷淡，甚至從沒被團一郎碰過，而常連夜在外與男公關逍遙，又經常酗酒，行為舉止有點放荡，但仍明白事理。因為討厭禮彌，所以對禮彌比較嚴厲。與團一郎結婚前，在散華家是女僕；為了能成為散華家繼承人的妻子，曾參與過團一郎爭奪戰。
礼弥的生母
禮彌的母親，團一郎的前妻，一個十五歲坐輪椅的女孩。團一郎在一次劍擊大賽中與她認識。在團一郎失意的情況下鼓勵他，因而得到其好感，旋即在幾天後結婚，在生下禮彌不久後死去。團一郎會這麼在意禮彌，相當程度上也是因為她的緣故。
散華家管家（聲：金光宣明）
散華家的管家，本名不明，負責打理散華家瑣碎事務，對於團一郎十分忠誠。經常監視禮彌的一舉一動，並回報給團一郎。
散華家女僕
女僕長·五月（聲：桑島法子）
在職10年，黑色長直髮，有異裝癖。
副女僕長·夏川（聲：藤田咲）
在职7年，黄色短发，戴眼镜。
女僕·秋野（聲：加藤英美里）
在职3年，紫色短发。
女僕·冰室（聲：太田敦子）
在职1年半，红色马尾辫。
散华家特别人员
帽子男（声：高桥英则）
留小胡子，戴红色鸭舌帽、茶色眼镜。在抓回礼弥的行动中负责联络。
眼鏡男（声：高木达也）
穿蓝色衬衫，戴眼鏡、白色领带。在抓回礼弥的行动中负责指挥。
矮胖男（声：西山宏太朗）
穿白色汗衫。在抓回礼弥的行动中负责制服康孝。

### 關係友人
康孝（聲：岩瀨周平）
千紘的同年級生，總是憧憬散華女子學園裏的女生，個性外向。
茂木（聲：林沙織）
千紘的同年級生，特徵為戴眼鏡，講話常用敬語。個性上相當的害羞。
志野方戀（聲：三上枝織）
蘭子的朋友兼學妹，禮彌的同班同學，對於禮彌的一舉一動相當在意。曾因為禮彌離家出走的傳言，潛進散華家偷窺。說話有關西口音。
仲代珠（聲：持月玲依）
動畫原創角色，是禮彌國中時期的第一位好朋友。禮彌曾把父親團一郎逾矩的行為跟她說，珠里建議她去跟團一郎爭論；也是因為這個建議，使得他們一家被團一郎盯上，搞得家庭四分五裂、被迫搬家；也因此誤會禮彌，與她絕交。
八坂御子（聲：倉口桃）
萌路的同學兼朋友，個性屬於隨和型乖乖牌，有點天然呆，想法十分樂天，很容易胡思亂想。
忍田一惠（聲：又吉愛）
萌路的同學兼朋友，個性活潑帶有孩子氣，但想法有些偏激，且十分深信陰謀論。對千紘十分反感，認為他只是一個愛殭屍的怪人。
寒川鐳三（聲：關輝雄）
OAD1中登場人物，住在東北地方的降谷家親戚，將收藏的大量書籍捐贈給鄉土資料館。千纮在書籍中發現母親的相片，並在書籍倉庫的地板下發現茹五郎寫的殭屍藥配方。
馬場毯男（聲：橋詰知久）
OAD1中登場人物，鄉土資料館的關係人。
18
達林飼養的長尾林鴞。
来宫·萨尔瓦·亚雪特
达琳的父亲，ZOMA的领头人，自己打扮成女性的装扮，对僵尸研究热爱程度几乎疯狂，甚至偷偷从礼弥脑部割取部分组织来研究维持僵尸理性期而导致礼弥失去和千纮的记忆，最后试图阻止千纮和礼弥逃出研究所时从高处摔落而死。

## 出版書籍
| 卷數 | 講談社        | 講談社                                                  | 東立出版社    | 東立出版社             |
| 卷數 | 發售日期      | ISBN                                                    | 發售日期      | ISBN                   |
| ---- | ------------- | ------------------------------------------------------- | ------------- | ---------------------- |
| 1    | 2010年7月16日 | ISBN 978-4-06-384341-5                                  | 2011年5月6日  | ISBN 978-986-10-7303-3 |
| 2    | 2010年12月9日 | ISBN 978-4-06-384412-2                                  | 2011年5月25日 | ISBN 978-986-10-7304-0 |
| 3    | 2011年3月9日  | ISBN 978-4-06-384453-5                                  | 2011年7月20日 | ISBN 978-986-10-7530-3 |
| 4    | 2011年8月9日  | ISBN 978-4-06-384529-7                                  | 2011年11月5日 | ISBN 978-986-10-8323-0 |
| 5    | 2012年2月9日  | ISBN 978-4-06-384623-2 ISBN 978-4-06-358382-3（限定版） | 2012年4月19日 | ISBN 978-986-10-9595-0 |
| 6    | 2012年6月8日  | ISBN 978-4-06-384682-9 ISBN 978-4-06-358389-2（限定版） | 2012年8月8日  | ISBN 978-986-317-355-7 |
| 7    | 2012年11月9日 | ISBN 978-4-06-384762-8 ISBN 978-4-06-358390-8（限定版） | 2013年1月28日 | ISBN 978-986-324-335-9 |
| 8    | 2013年6月7日  | ISBN 978-4-06-384873-1                                  | 2013年9月17日 | ISBN 978-986-332-842-1 |
| 9    | 2014年1月9日  | ISBN 978-4-06-394977-3                                  | 2014年3月17日 | ISBN 978-986-348-220-8 |
| 10   | 2014年6月9日  | ISBN 978-4-06-395062-5                                  | 2014年8月21日 | ISBN 978-986-365-214-4 |
| 11   | 2014年11月7日 | ISBN 978-4-06-395231-5                                  | 2015年2月9日  | ISBN 978-986-382-359-9 |

小說
殭屍哪有那麼萌？禮彌的長夜（さんかれあ おーる・ないとれあ・ろんぐ）插畫、原作：服部充 / 著者：涼風 涼
| 卷數 | 講談社       | 講談社                 | 東立出版社    | 東立出版社             |
| 卷數 | 發售日期     | ISBN                   | 發售日期      | ISBN                   |
| ---- | ------------ | ---------------------- | ------------- | ---------------------- |
| 全   | 2013年7月2日 | ISBN 978-4-06-375286-1 | 2014年6月26日 | ISBN 978-986-348-994-8 |

## 電視動畫
2012年4月5日在TBS電視台、BS-TBS放送，於2012年6月28日播放結束。

### 製作人員
- 原作：服部充
- 監督：畠山守
- 系列構成：高木登
- 角色設計：坂井久太
- 道具設計：小坂知
- 美術監督：栫裕倫
- 音響監督：中川達仁
- 音樂：橋本由香利
- 音樂製作：Lantis
- 動畫製作：STUDIO DEEN

### 主題曲
片頭曲（沒有劇本的故事）
作詞、作曲：，主唱：nano.RIPE
片尾曲「Above your hand」
作詞、主唱：安娜貝爾，作曲、編曲：myu

### 各集列表
| 集數        | 標題                                                              | 劇本     | 分鏡     | 演出     | 作畫監督                                     |
| ----------- | ----------------------------------------------------------------- | -------- | -------- | -------- | -------------------------------------------- |
| #0 （OAD）  | 所謂…命運之物… 一陣微風 A Tiny Wind                               | 高木登   | 名村英敏 | 竹下健一 | 櫻井正明 中島美子 中本尚                     |
| #1          | 我…變成…殭屍的話 嚎啕的任性 Wellful of Wails                      | 高木登   | 畠山守   | 畠山守   | 胡陽樹                                       |
| #2          | 成功…了 作為散華禮彌 Being Sanka Rea                              | 高木登   | 畠山守   | 西村博昭 | 氏家嘉宏 平川亞喜雄                          |
| #3          | 散華…禮彌 一名殭屍的誕生 A Zombie is Born                         | 高木登   | 畠山守   | 久保太郎 | 瀧原美樹 金順淵                              |
| #4          | 普通的…女孩子… 她於死亡中入眠 She'll Sleep When She's Dead        | 杉原研二 | 小瀧禮   | 吉田俊司 | 平川亞喜雄 胡陽樹                            |
| #5          | 殭屍…究竟是… 上層的墳墓 Upstairs Grave                            | 武田浩介 | 山崎光惠 | 松本正幸 | Hue Hye Jung                                 |
| #6          | 因為…遇見了你 兩日以後 2 Days Later                               | 高木登   | 畠山守   | 西村博昭 | 氏家嘉宏                                     |
| #7          | 青梅…竹馬… 跑吧蘭子 Run Ranko Run                                 | 杉原研二 | 小坂知   | 高山秀樹 | 高澤美佳 金順淵                              |
| #8          | 虛偽的…自由… 拐走 Taken Away                                      | 武田浩介 | 山崎光惠 | 吉田俊司 | 平川亞喜雄 門智昭                            |
| #9          | 媽媽的…手… 真相並非如此嗎？ Is the Truth Out There?               | 武田浩介 | 西村博昭 | 西村博昭 | 氏家嘉宏 小坂知                              |
| #10         | 強烈的…思念… 關於她的繼母的一切 All About Her Stepmother          | 杉原研二 | 大山清和 | 松本正幸 | Hue Hye Jung Han Jeong I Kim Kang Won        |
| #11         | 才…不是…特別的 再見了爸爸 Goodbye Father                          | 杉原研二 | 名村英敏 | 久保太郎 | 平川亞喜雄 稻田真樹 室山祥子 山田太郎        |
| #12         | 那個瞬間…我是… 咬下的意義 The Meaning of Bite                     | 高木登   | 畠山守   | 吉田俊司 | 瀧原美樹 平川亞喜雄 稻田真樹 氏家嘉宏        |
| #13         | 我也是…殭屍 保持冷静 Cat on a Cool Tin Roof                       | 武田浩介 | 畠山守   | 名村英敏 | 氏家嘉宏 牧內桃子 平川亞喜雄 池下博紀        |
| #14 （OAD） | 身為殭屍…心為… 心中帶刺的女人 The Girl with the Thorn in Her Side | 高木登   | 畠山守   | 赤城博昭 | 櫻井正明 中島美子 清水勝祐 大木賢一 室山祥子 |

### 播放電視台
日本深夜動畫：下文記載的日本国内播放時間使用日本標準時間（UTC+9）表示。因為部分時間标识會採用30小时制，因此請留意这类超过24:00的时间，其實際播放時間為翌日清晨。
| 播放地區   | 播放電視台   | 播放日期                | 播放時間（UTC+9）                                                             | 所屬聯播網 | 備註   |
| ---------- | ------------ | ----------------------- | ----------------------------------------------------------------------------- | ---------- | ------ |
| 關東廣域圈 | TBS電視台    | 2012年4月5日 - 6月28日  | 星期四 25時55分 - 26時25分                                                    | TBS系列    | 制作局 |
| 近畿廣域圈 | 每日放送     | 2012年4月9日 - 7月2日   | 星期一 26時50分 - 27時20分                                                    | TBS系列    |        |
| 中京廣域圈 | 中部日本放送 | 2012年4月19日 - 7月12日 | 星期四 26時30分 - 27時00分                                                    | TBS系列    |        |
| 日本全國   | BS-TBS       | 2012年5月5日 - 7月21日  | 星期六 25時30分 - 26時00分                                                    | 衛星電視   |        |
| 日本全國   | AT-X         | 2012年8月1日 - 10月17日 | （第1-9話）星期三 11時00分 - 11時30分 （第10-12話）星期三 23時00分 - 23時30分 | 衛星電視   | 有重播 |

| 日本 TBS電視台 星期四25:55—26:25節目 | 日本 TBS電視台 星期四25:55—26:25節目      | 日本 TBS電視台 星期四25:55—26:25節目 |
| ------------------------------------ | ----------------------------------------- | ------------------------------------ |
|                                      | 殭屍哪有那麼萌？ （2012年4月5日—6月28日） |                                      |
| 聖誕之吻SS+ plus                     | 其中1個是妹妹！                           |                                      |

### 關聯商品

#### Blu-ray / DVD
| 1 | 2012年6月29日  | 第1集－第2集   | PCXE-50181 | PCBE-54081 |
| 2 | 2012年7月27日  | 第3集－第4集   | PCXE-50182 | PCBE-54082 |
| 3 | 2012年8月24日  | 第5集－第6集   | PCXE-50183 | PCBE-54083 |
| 4 | 2012年9月19日  | 第7集－第8集   | PCXE-50184 | PCBE-54084 |
| 5 | 2012年10月26日 | 第9集－第10集  | PCXE-50185 | PCBE-54085 |
| 6 | 2012年11月30日 | 第11集－第13集 | PCXE-50186 | PCBE-54086 |

| 6 特裝版 | 2012年6月8日  | 第0集         | PCXE-50186 | PCBE-54086 |
| 7 特裝版 | 2012年6月8日  | 第14集        |            | LACM-4934  |
| BOX      | 2014年9月17日 | 第0集－第14集 | PCXE-60086 |            |

#### CD
| 2012年4月25日 |                 | LACM-4918 | LACM-34918 |
| 2012年5月23日 | Above your hand | LACM-4934 |            |

## 小說
《殭屍哪有那麼萌？ 禮彌的長夜》（さんかれあ おーる・ないとれあ・ろんぐ）
服部充原作及插畫，涼風涼著，講談社2013年7月2日發售，ISBN 978-4-06-375286-1；東立出版社2014年6月26日發售，ISBN 978-986-348-994-8

## 外部連結
- （日語）《別冊少年Magazine》官方網站（页面存档备份，存于）
- （日語）服部充官方網站 （页面存档备份，存于）
- （日語）動畫官方網站（页面存档备份，存于）
- （日語）殭屍哪有那麼萌？（漫畫）在動畫新聞網百科全書中的資料（英文）
- （繁體中文）《殭屍哪有那麼萌？》｜書目資料清單｜東立出版社